# Okt-1-én-3-on
Az okt-1-én-3-on (CH2=CHC(=O)(CH2)4CH3), más néven 1-oktén-3-on a bőrrel érintkező fém és vér jellegzetes fémes szagáért felelős vegyület. Az okt-1-én-3-on erős fémes, gombára emlékeztető illatú vegyület, szaglási küszöbértéke 0,03–1,12 µg/m³, a fémes illatért leginkább felelős vegyület, a sorban utána a dekanal (illata: narancshéj, virág) és nonanal (illata: faggyú, gyümölcsös) következik. Az okt-1-én-3-on a bőr lipid peroxidok és a Fe2+ közötti reakció bomlásterméke. A bőr lipid peroxidok a bőr lipidekből enzimatikus (lipoxigenáz általi) vagy a levegő oxigénjének hatására bekövetkező oxidáció során keletkeznek. Az okt-1-én-3-on az 1-oktén ketonszármazéka.

## Fordítás
Ez a szócikk részben vagy egészben  az   Oct-1-en-3-one című angol Wikipédia-szócikk ezen változatának fordításán alapul.  Az eredeti cikk szerkesztőit annak laptörténete sorolja fel. Ez a jelzés csupán a megfogalmazás eredetét és a szerzői jogokat jelzi, nem szolgál a cikkben szereplő információk forrásmegjelöléseként.